# 신비아파트의 등장귀신 목록
《신비아파트》는 귀신을 소재로 한 대한민국의 공포 애니메이션으로 이 시리즈에는 여러 귀신이 등장한다. 스튜디오 바주카의 프로듀서 석종서는 2018년에 열린 인터뷰에서 귀신의 사연이 시청자가 몰입할 수 있게 하기 위하여 현실적인 소재를 차용하도록 의도되었다고 말하였다.
다음은《신비아파트 시리즈》에 등장하는 귀신을 나열한 목록이다.

## 등장 귀신

### 신비아파트: 고스트볼의 비밀
- 물 속의 쌍둥이, 벽수귀 (성우: 정유정, 김가령)

등장: 1화,2화,6화,19화
종류: 선귀(쌍둥이 형제)
- 검은 머리카락의 분노, 흑진귀 (성우: 이새벽)

등장: 2화,3화,9화
종류: 선귀(이가은의 언니)
- 달을 가리는 그림자, 팬텀 토르소 (성우: 손수호)

등장: 3화,4화,7화
종류: 악귀
- 거미줄치는 괴수, 모주귀 (성우: 임윤선)

등장: 4화,5화,23화
종류: 선귀(민준 엄마)
- 유혹의 시선, 이드라 (성우: 한채언)

등장: 5화
종류: 봉인 재료 귀신
- 변신하는 영혼, 무면귀 (성우: 정유정)

등장: 6화
종류: 선귀(사랑이엄마)
- 춤추는 전율, 마리오네트 퀸 (성우: 김선혜)

등장: 7화,8화,13화
종류: 선귀(발레리나 여학생)
- 원한의 질주, 치돈귀 (성우: 김신우, 김지율, 손수호, 김가령, 이새벽, 정유정)

등장: 8화,11화,17화
종류: 선귀(버스 승객들)
- 환상의 주인, 환마귀 (성우: 손수호)

등장: 9화,12화,20화
종류: 선귀(유미 아빠)
- 가은의 기사, 이안

등장: 10화
종류: 뱀파이어
- 이블 뱀파이어 시온 (성우: 정명준)

등장: 10화
종류: 뱀파이어
- 미로 속의 눈, 키클라스 (성우: 장호비)

종류: 11화
종류: 악귀
- 만들어진 자, 호문쿨루스 (성우: 김신우)

등장: 12화
종류: 악귀
- 저승의 붉은 꽃, 망부화 (성우: 김가령)

등장: 13화,14화,19화
종류: 수호신
- 무덤 속의 숨결, 골묘귀 (성우: 김신우)

등장: 14화,16화,18화
종류: 악귀
- 그늘 속의 사냥꾼, 어둑시니 (성우: 김지율)

등장: 15화
종류: 봉인 재료 귀신
- 강철의 짐승, 불가살이 (성우: 김지율)

등장: 15화
종류: 봉인 재료 귀신
- 저주의 숨바꼭질, 라바나브 (성우: 손수호)

등장: 16화
종류: 봉인 재료 귀신
- 기계 속의 원혼, 헤론 (성우: 김명준)

등장: 17화,18화,24화
종류: 선귀(종민)
- 길 위에 붙잡힌 영혼, 객귀 (성우: 시영준)

등장: 18화
종류: 악귀
- 천계의 수호자, 마고 할망 (성우: 안경진)

등장: 18화
종류: 수호신
- 뱀파이어 킹, 요아힘 (성우: 전태열)

등장: 19화
종류: 뱀파이어
- 냉폭한 신사, 발로우 (성우: 김기현)

등장: 19화
종류: 뱀파이어
- 빗 속의 방문자, 그슨새 (성우: 이주창)

등장: 20화,21화
종류: 봉인 재료 귀신
- 백색의 날개, 림 샤이코스 (성우: 김신우)

등장: 22화
종류: 봉인 재료 귀신
- 어둠의 왕, 지하국대적 (성우: 장민혁)

등장: 21화,23화,24화
종류: 악귀,타락 천사

### 신비아파트: 고스트볼X의 탄생
- 어둠 속의 붉은 시선, 혈안귀 (성우: 김신우)

등장: 1화,2화,6화
종류: 선귀(박준재)
- 파괴의 선율, 살음귀 (성우: 사문영)

등장: 2화,3화,10화
종류: 선귀(이서연)
- 저주 받은 인형, 벨라 (성우: 김가령)

등장: 3화,4화
종류: 선귀(엄마를 기다리는 아이)
- 복수의 하얀 원혼, 백의귀 (성우: 이새벽)

등장: 4화,5화
종류: 선귀(김민아 친엄마)
- 악몽의 지배자, 인큐버스 (성우: 박영화)

등장: 5화
종류: 악귀
- 지옥의 경비견, 케르베로스 (성우: 손수호)

등장: 6화,12화
종류: 괴수
- 고대의 괴수, 만티코어 (성우: 김지율)

등장: 6화
종류: 괴수
- 매혹의 덫, 시두스 (성우: 정유정)

등장: 7화,13화
종류: 선귀(BJ나연)
- 사악한 신사, 슬렌더맨 (성우: 김신우)

등장: 8화
종류: 악귀
- 탐욕의 대왕, 바알제붑 (성우: 김지율)

등장: 9화
종류: 악마
- 천년의 증오, 손각시 (성우: 정유정)

등장: 10화,13화
종류: 선귀(조선시대에 한 여인)
- 지옥의 피에로, 네비로스 (성우: 김지율)

등장: 11화,12화
종류: 악귀
- 운명을 거스르는 자, 도한 (성우: 송준석)

등장: 11화,12화,13화
종류: 선귀,흑마법사
- 어둠의 사신, 양괭이 (성우: 조민수)

등장: 14화,17화,21화
종류: 선귀(조선시대에 사는 소년)
- 탐욕의 포식자, 금돼지 (성우: 김정훈)

등장: 15화,16화
종류: 선귀(조선시대의 떠돌이)
- 영혼 없는 전사, 각귀 (성우: 강성우)

등장: 16화
종류: 악귀
- 창궐하는 분노, 인형술사 (성우: 김기흥)

등장: 16화
종류: 악귀
- 속삭이는 검은 그림자, 입질쟁이 (성우: 유영, 강새봄, 강성우, 김도희, 김다올, 홍승효, 이상호, 박시윤)

등장: 17화,19화
종류: 선귀
- 핏빛 제왕의 귀환, 우사첩 (성우: 이상호)

등장: 18화
종류: 악귀
- 잿빛 향의 저주, 취생 (성우: 이선주)

등장: 19화
종류: 선귀(조선시대의 가난한 소녀)
- 아홉 개의 유혹, 구미호(희원) (성우: 김하루)

등장: 20화
종류: 괴수
- 검은 독의 파수꾼, 지네귀신 (성우: 홍승효)

등장: 20화
등장: 악귀
- 금지된 숲의 망령, 당목귀 (성우: 현경수)

등장: 21화
종류: 악귀
- 불타는 푸른 눈동자, 청목형형 (성우: 양정화)

등장: 22화,23화
종류: 금비
- 저주 받은 신의 아이, 두억시니 (성우: 유해무)

등장: 22화,23화
종류: 도깨비,선귀

### 신비아파트 고스트볼 더블X
- 모래 바람의 사신, 샌드맨 (성우: 이호산)

- 분노의 발톱, 구묘귀 (성우: 김서영)

- 검은 물 속의 포획자, 악창귀 (성우: 홍범기)

- 마을의 수호신, 이무기(전) (성우: 권창욱)

- 분노의 재앙신, 이무기(후) (성우: 권창욱)

- 귀신 숲의 지배자, 야저귀 (성우: 소정환)

- 사악한 요정, 도플갱어 (성우: 방연지)

- 나태 지옥의 파수꾼, 벨페고르 (성우: 이종혁)

- 땅 속의 붉은 눈, 충목귀 (성우: 안영미)

- 얼음 거인, 웬디고 (성우: 김현수)

- 저주 받은 금수, 자간 (성우: 박성태)

- 비명동산의 마스코트, 토면귀 (성우: 김다올)

- 기계 속의 방랑자, 적목귀 (성우: 홍승효)

- 예언의 집행자, 오피키언 (성우: 윤동기)

- 하얀 야수의 속삭임, 장산범 (성우: 최준영)

- 원한의 지네 귀신, 향랑각시 (성우: 이계윤)

- 검은 눈의 손님, 블랙아이드 (성우: 박시윤, 강새봄, 유영, 김도희)

- 진흙 속의 악령, 머드맨 (성우: 김다올)

- 죽음의 꼭두각시, 강시 (성우: 강성우)

- 귀신 곰팡이, 포자귀 (성우: 할아버지 - 이종구, 할머니 - 손정아)

- 흡혈 좀비, 추파카브라 (성우: 정명준)

- 부활한 이블 뱀파이어, 부활한 시온 (성우: 정명준)

- 그림 속의 비명, 화동귀 (성우: 홍범기)

- 슬픈 미소의 속삭임, 사일런스 하피 (성우: 김현심)

- 사악한 전사, 가면귀 (성우: 김다올)

- 아름다운 악마, 메두사 (성우: 정유미)

- 암흑 속의 포식자, 동상귀 (성우: 김기흥)

- 붉은 땅의 망령, 사토룡 (성우: 이장원)

### 신비아파트 고스트볼Z
- 거대한 그림자의 속삭임, 팔척귀 (성우: 김가령)

- 붉은 눈의 수집가, 탈안귀 (성우: 이상호)

- 휘감아 오는 공포, 녹수귀 (성우: 김율)

- 증오의 포식자, 식원귀 (성우: 박성태)

- 기억의 지배자, 현혹귀 (성우: 박만영)

- 어둠의 인형술사, 토이마스터 (성우:  정승욱)

- 구슬픈 두 개의 비명, 미자귀 (성우: 김다올)

- 귀신 숲의 악령, 사림귀 (성우: 최낙윤)

- 선과 악의 심판자, 해치 (성우: 노란 해치 - 이우리, 파란 해치 - 김동현)

- 젊음을 먹는 자, 마녀 (성우: 류점희)

- 가면 속 외로운 불꽃, 잭오랜턴 (성우: 이호산)

- 죽지 않는 육신, 좀비 (성우: 박이서, 이달래, 채림, 김동현, 김윤기, 황동현)

- 역병의 상처, 잿빛 꽃가루의 저주, 은혼귀 (성우: 권성혁)

- 가면에 가려진 비극, 귀면 남매 (성우: 재호 - 황동현, 민규 - 김동현, 연희 - 박이서)

- 슬픈 사슬의 구속, 쇄웅귀 (성우: 이달래)

- 눈물이 부르는 목소리, 망태 할아범 (성우: 이인성)

- 침묵의 지배자, 그렌델 (성우: 남도형)

- 악취에 가려진 진실, 등서귀(둔갑쥐) (성우: 여왕 - 유영, 부하 - 채림•김동현)

- 순백의 악마, 백사첩 (성우: 김현심)

- 바다의 영혼 사냥꾼, 인어 (성우: 김윤기)

- 초록 화염의 수호자, 와이번 (성우: 황동현)

- 지옥행 열차, 철륜귀 (성우: 심승한)

- 불멸의 갑옷, 돌주먹 골렘 (성우: 김동현)

- 기근의 사신, 그림리퍼 (성우: 김영찬)

### 신비아파트 고스트볼 ZERO
- 빨간 종이학의 원혼, 지접귀 (성우: 김보영)

- 사악한 바이올린의 유혹, 현악귀 (성우: 류승곤)

- 화장 속의 분노, 빨간마스크 (성우: 한채언)

- 독충 전사, 충호귀 (성우: 한신)

- 뿌리 괴수, 멘드레이크 (성우: 유혜지/황동현(거대화))

- 귀신 게임의 설계자, 블록마스터 M (성우: 엄상현)

- 붉은 점액, 우렁각시 (성우: 정선혜)

- 사악한 장난꾸러기, 큐피드 데빌 (성우: 박리나)

- 강철 로봇의 원혼, 철골귀 (성우: 최한)

- 모래 전갈 괴수, 포이즌 스콜피온 (성우: 이우리)

- 모래술사 귀신, 미라 (성우: 김기흥)

- 의심의 씨앗, 백초귀 (성우: 석승훈)

- 악마의 파티쉐, 쿠키맨 (성우: 안장혁)

- 웃음 사냥꾼, 스마일러 (성우: 이규창)

- 잃어버린 책의 주인, 서관귀 (성우: 김보민)

- 선상귀와 늪지 남매 (성우: 선상귀 - 김동현(아빠), 박이서(엄마) / 늪지남매 - 이우리(오빠), 유혜지(여동생))

- 영혼의 공격수, 구차귀 (성우: 강호철)

- 외계 미스터리, 언노운 (성우: 박민기)

- 문어의 제왕, 블랙 크라켄 (성우: 이우리)

- 영혼의 포식자, 범귀 (성우: 황동현)

- 타락한 눈의 정령, 설동이 (성우: 김광국)

- 탐욕의 황금 악마, 마몬 (성우: 신경선)

- 목각 인형의 전사, 피노키오 (성우: 이우리)

- 질병의 사신, 라미아 (성우: 은영선)

### 신비아파트 고스트볼 Y 6번째 챕터
- 소모습 거미몸통, 우귀 (성우: 이재범)

등장: 1화,8화,14화,18화,극장판4기
종류: 악귀
- ???, 누레온나 (성우: 이명희)

등장: 1화
종류: 악귀
- ???, 모모귀 (성우: 전숙경)

등장: 2화
종류: 선귀
- ???, 히드라 (성우: 구자형)

등장: 3화,9화11화
종류: 악귀
- ???, 프랑켄슈타인 (성우: 정영웅)

등장: 4화
종류: 악귀
- ???, 로쿠로쿠비 (성우: 홍소영)

등장: 5화
종류: 선귀
- ???, 그렘린 (성우: 남도형)

등장: 6화
종류: 악귀
- ???, 미노타우로스 (성우: 정미라(암컷), 최한(수컷))

등장: 7화
종류: 악귀
- ???, 스핑크스 (성우: 배정미)

등장: 8화
종류: 선귀
- 바다의 최강 괴물 드래곤, 레비아탄 (성우: 김정호)

등장: 9화
종류: 악귀
- ???, 키메라 (성우: 전태열(사자), 홍승효(염소), 김장(뱀))

등장: 10화
종류: 악귀
- ???, 켄타우로스 (성우: 정재헌)

등장: 11화,12화
종류: 선귀
- 최강 재앙의 신 티폰 (성우: 이장원)

등장: 12화
종류: 악귀
귀도곤12화등장
- 매직 서커스, 메커호스 (성우: 정혜원)

등장: 13화
종류: 선귀
- ???, 클로레시아 (성우: 강시현)

등장: 14화,15화
등장: 선귀
- 거대한 악취의 포식자, 후식귀 (성우: 강호철)

등장: 16화17화
종류: 악귀
- 영혼 없는 푸른 기사, 갑귀 (성우: 이광수)

등장: 17화
종류: 악귀
- 용암 속 두개의 악령, 용암남매 (성우: (남자)김동현, (여자)이주은)

등장: 18화
종류: 선귀
- 원한의 화산속에 여인, 용암각시 (성우: 전숙경)

등장: 18화
종류: 선귀
- 펀치의신, 펀치맨 (성우: 위훈)

등장: 19화,23화
종류: 선귀
- ???, 와뉴도 (성우: 전광주)

등장: 20화
종류: 악귀
- 무속의악령, 갓파 (성우: 우정신)

등장: 21화26화
종류: 선귀
- ???, 가샤도쿠로 (성우: 박준원)

등장; 21화
종류: 악귀
- 불꽃 마신, 이프리트 (성우: 서반석)

등장: 22화
종류: 악귀
- ???, 라내호크 (성우: 이지현)

등장: 22화
종류: 악마
- ???, 어니데 (성우: 송하림)

등장: 23화
쫑류: 선귀
- ???, 그리핀 (성우: 윤아영)

등장: 23화
종류: 악귀
- ???, 이불귀 (성우: 김기흥)

등장: 23화
종류: 선귀,
초록색골드괴수,고블린4남메
등장: 23화
종류: 선귀
- 타락 천사, 루시퍼 (성우: 김현심)

등장: 24화
종류: 악마
- 사신의흑화, 부기맨 (성우: (ebs)  한만중,엄상현,전태열 (kbs) 함수정,임채헌,홍진욱 (mbc) 문남숙,이미자,고성일)

등장: 25화, 26화
종류: 악귀
- 신판의악마,사탄 (성우: 최석필)

등장: 26화
종류: 악귀
- 악마의사마귀, 사마귀 귀신 (성우: 강수진,윤아영,김준,장은숙,이달래,신용우,양정화,이재현,이새아,안효민 등)

등장: 25화, 26화
종류: 악귀
- 악마들의전쟁,  전쟁의 사신 (성우: 황창영)

등장: 12화, 25화, 26화
종류: 사신

신비아파트고스트볼○○마지막챕터                  또다시깨어난사신,캐론
등장:1화
종류:악마

## 속성 귀신

### 신비아파트 고스트볼Z
- 천둥의 모래 바람, 번개 샌드맨 (성우: 이호산)

등장: 1화,오프닝
- 황금빛 숲의 지배자, 번개 야저귀 (성우: 소정환)

등장: 2화
- 폭풍의 기계 방랑자, 바람 적목귀 (성우: 홍승효)

등장: 6화,23화
- 속삭이는 황금빛 거인, 번개 팔척귀 (성우: 김가령)

등장: 7화
- 폭풍의 인형술사, 바람 토이 마스터 (성우: 정승욱)

등장: 9화
- 검은 화염의 집행자, 현룡 (성우: 이우리)

등장: 12화,20화,23화
- 황금빛 포식자, 번개 식원귀 (성우: 박성태)

등장: 13화
- 황금빛 흡혈 좀비, 번개 추파카브라 (성우: 정명준)

등장: 14화
- 가면 속 폭풍의 불꽃, 바람 잭오랜턴 (성우: 이호산)

등장: 15화
- 황금빛 선율, 번개 살음귀 (성우: 사문영)

등장: 16화
- 황금빛 분노의 발톱, 번개 구묘귀 (성우: 김서영)

등장: 17화
- 금빛 물속에 포획자, 번개 악창귀 (성우: 홍범기)

등장: 19화
- 폭풍의 붉은 눈, 바람 탈안귀 (성우: 이상호)

등장: 20화
- 얼음 폭풍의 구속, 바람 웬디쇄웅귀 (성우: 이달래)

등장: 21화
- 저주받은 황금빛 악마, 번개 메두억시니 (성우: 유혜지)

등장: 22화
- 금빛 폭풍의 기계 망령, 번개바람 적당목귀 (성우: 홍승효)

등장: 23화
- 어둠 가면의 영혼 사냥꾼, 어둠 귀면인어 (성우: 황동현)

등장: 24화
신비아파트 6기
5화:바람 적당목귀 (성우:김조임)
10화:번개 토이마스터(성우:이신우)
15화:바람 메두억시니(성우:산신우)
20화:독성큐피트데빌(성우:이민규)
25화:번개 망부화(성우:신유장)
27화:번개 웬디쇄웅귀(성우:최성우)

## 극장판 등장 귀신

### 신비아파트: 금빛 도깨비와 비밀의 동굴
- 탐욕스런 퇴마사 진명 (성우: 민응식)

종류: 퇴마사

### 신비아파트 극장판 하늘도깨비 대 요르문간드
- 세상을 삼키는 뱀  요르문간드 (성우: 이현)

종류: 악귀
- 심해어 귀신 아귀귀신(성우: 김다올)

종류: 악귀
- 탐욕스러운 비늘괴물  스큐트 (성우: 이상호)

종류: 악귀
- 창공의 수호신 가루다 (성우: 이현)

종류: 새, 신수
- 바람을 가르는 암수 조람귀 (성우: 이상호)

종류:악귀

### 신비아파트 극장판 차원도깨비와 7개의 세계
- 어나더 (성우: 김현수)

종류: 신
- 데드윙 (성우: 김율)

종류: 까마귀
- 대쉬 (성우: 박성태)

종류: 늑대인간
- 자간시 (성우: 강성우)

종류: 합체귀신(자간+강시)

### 신비아파트 극장판 4기(한번더소환)
- 가고일 (성우: 김현욱)

종류: 악귀
- 잇탄모멘 (성우: 전해리)

종류: 요괴
- 스티안 (성우: 정미숙)

종류: 소
- 스킬라 (성우: 조현정)

종류: 몬스터
- 현동시 (성우: 김환진)

종류: 코끼리
- 아이스남매 (성우: 이선,이민규,조경이,박윤희,김용준,임정길,최정호,이상범,윤미나,김은아,최석필 등)

종류:선귀
지하국대적(최종보스)
- 장산우귀 (성우: 이재범)

종류: 합체귀신(장산범+우귀)
신비아파트극장판5기
신비아파트:도깨비들과의 전투
붉은 도깨비 자매 (성우:언니 조현정,여동생 조현장)
종류:도깨비 자매
파란 도깨비 형재(성우:형 조영새,남동생 조영세)
종류 도깨비 형재
도깨비 지렁이 (성우:김신우)
종류 지렁이
두억시니 (최종보스)
종류 악마
귀면인어(성우이재범)
종류합체귀신(귀면남매+인어)

## 스페셜 등장 귀신
- 죽음의 신부 블러드메리 (성우: 정유미)

종류: 악귀
등장: 신비아파트: 하리의 특별한 하루
- 만두 귀신 밀동귀 (성우: 박시윤)

종류: 선귀
등장: 신비아파트 크리스마스 특별편
- 루만(뱀파이어 L) (성우: 이현)

종류: 뱀파이어
등장: 신비아파트 특별판: 빛의 뱀파이어와 어둠의 아이
- 뮤턴트 뱀파이어 (성우: 김동현, 김윤기, 황동현)

종류: 뱀파이어
등장: 신비아파트 특별판: 빛의 뱀파이어와 어둠의 아이
- 지네 발로우 (성우: 김기현)

종류: 혼종, 뱀파이어
등장: 신비아파트 특별판: 빛의 뱀파이어와 어둠의 아이
- 강철이 (성우: 김정훈)

종류: 선귀
등장: 신비아파트 스페셜: 철원의 숲속 퇴마사, 철궁이
- 크라레빈스 (성우: 선호제)

종류: 뱀파이어
등장: 신비아파트 스페셜: 발로우의 발란

## 합체 귀신

### 신비아파트 고스트볼 더블X
- 백의제붑 (성우: 이새벽)

등장: 2화
합체 귀신의 이름: 백의귀, 바알제붑
- 악창괭이 (성우: 홍범기)

등장: 4화
합체 귀신의 이름: 악창귀, 양괭이
- 벽슬렌더 (성우: 김신우)

등장: 7화, 신비아파트 크리스마스 특별편
합체 귀신의 이름: 벽수귀, 슬렌더맨
- 살음쟁이 (성우: 사문영)

등장: 8화
합체 귀신의 이름: 살음귀, 입질쟁이
- 만티 두억시니 (성우: 유해무)

등장: 13화
합체 귀신의 이름: 만티코어, 두억시니
- 구묘주귀 (성우: 임윤선)

등장: 14화
합체 귀신의 이름: 구묘귀, 모주귀
- 야저괭이 (성우: 소정환)

등장: 18화
합체 귀신의 이름: 야저귀, 양괭이
- 적슬렌더 (성우: 홍승효)

등장: 20화
합체 귀신의 이름: 슬렌더맨, 적목귀
- 웬디카브라 (성우: 정명준)

등장: 26화
합체 귀신의 이름: 웬디고, 추파카브라

### 신비아파트 고스트볼Z
- 장산탈안귀 (성우: 이상호)

등장: 3화
합체 귀신의 이름: 장산범, 탈안귀
- 망부각시 (성우: 이달래)

등장: 5화
합체 귀신의 이름: 망부화, 손각시
- 블랙웬디고 (성우: 김윤기)

등장: 10화
합체 귀신의 이름: 웬디고, 블랙아이드
- 번개 자간미자귀 (성우: 김다올)

등장: 12화
합체 귀신의 이름: 자간, 미자귀
- 바람 웬디쇄웅귀 (성우: 이달래)

등장: 21화
합체 귀신의 이름: 웬디고, 쇄웅귀
- 번개 메두억시니 (성우: 유혜지)

등장: 22화
합체 귀신의 이름: 메두사, 두억시니
- 번개바람 적당목귀 (성우: 홍승효)

등장: 23화
합체 귀신의 이름: 적목귀, 당목귀
- 어둠 귀면인어 (성우: 황동현)

등장: 24화
합체 귀신의 이름: 귀면남매, 인어

### 신비아파트 고스트볼 ZERO
- 강철목귀 (성우: 최한)

등장: 11화
합체 귀신의 이름: 철골귀, 적목귀

### 신비아파트 6기
- 골묘당목귀 (성우: 김신우)

등장: 3화
합체 귀신의 이름: 골묘귀, 당목귀
- 쇄웅부화(성우: 이달래)

등장: 5화
합체 귀신의 이름: 쇄웅귀, 망부화
- 현악드라(성우:류승곤)

등장: 11화
합체 귀신의 이름: 현악귀, 히드라
- 장산우귀(성우:이재범)

등장: 14화
합체 귀신의 이름: 우귀, 장산범
- 후식각시(성우:정선혜)

등장: 17화
합체 귀신의 이름: 우렁각시,후식귀
- 손각갓파(성우:우정신)

등장: 26화
합체 귀신의 이름: 손각시, 갓파

## 소환 귀신

### 신비아파트 고스트볼 ZERO
- 천상의 사자, 빛의 소환귀 (성우: 강새봄)

등장: 26화
신비아파트 6기